# Árah (Vávu)
Árah (anglicky Aarah) je neobydlený ostrov v souostroví Maledivy. Nachází se v jihovýchodní části atolu Felidú, jenž je součástí administrativní jednotky Atol Vávu (Vaavu). Leží v těsném sousedství ostrova Hulhidú a nedaleko obydleného ostrova Tinadú.

## Zeměpisné údaje
Ostrov Árah je situován v centrální části Malediv, v jižním segmentu atolu Felidú. Administrativně spadá pod Atol Vávu. Ostrov je tvořen převážně korálovým pískem a vegetací typickou pro malé maledivské ostrůvky.

## Obyvatelstvo
Árah je neobydlený, nemá stálé obyvatele ani trvalou infrastrukturu.

## Doprava a turistika
Ostrov není pravidelně navštěvován turisty, avšak příležitostně může sloužit jako zastávka během výletů lodí mezi obydlenými ostrovy v Atolu Vávu. Není zde žádný přístav, letiště ani ubytovací zařízení.